# Rudice (Novi Grad)
Rudice (szerbül: Рудице, régi neve Adrapovci), falu Bosznia-Hercegovinában, Bosanska krajina területén, Novi Grad községben, a Szerb Köztársaságban. 

## Fekvése
Bosznia-Hercegovina nyugati részén, Banja Lukától légvonalban 71, közúton 91 km-re északnyugatra, községközpontjától légvonalban 5, közúton 6 km-re délre, az Una jobb partján, a Vojkovska-folyó torkolatánál 130 – 310 méteres tengerszint feletti magasságban fekszik. Áthalad rajta az Unamenti főút és a Novi Grad – Bihács vasútvonal.

## Népessége
| Nemzetiségi csoport | Népesség 1991 | Népesség 2013 |
| ------------------- | ------------- | ------------- |
| Szerb               | 437           | 615           |
| Bosnyák             | 2             | 0             |
| Horvát              | 1             | 6             |
| Jugoszláv           | 10            | 0             |
| Egyéb               | 2             | 2             |
| Összesen            | 452           | 623           |

## Története
Adrapovcit 1273-ban említik először kisnemesi településként „Haraponch” néven, A névadó Arapović család nemesi örökségét (terra hereditaria) ekkor vásárolta meg a kor egyik hatalmassága, Vodicsai III. István ispán (majd szlavón bán), és ezzel egy lépéssel délebbre tolta nemzetsége birtokainak határát.
A térség 1537-ben Blagaj várának elestével került török kézre. A település 1878-ig tartozott az Oszmán Birodalomhoz, ekkor a berlini kongresszus határozata alapján az Osztrák-Magyar Monarchia része lett. 1879-ben az első osztrák-magyar népszámlálás során Novi község részeként az Adrapovci néven szereplő faluban 40 háztartást és 214 ortodox szerb lakost számláltak. 1910-ben Novi község részeként a faluban 60 házat, 294 ortodox szerb, 11 muszlim és 8 katolikus horvát lakost találtak..A monarchia szétesésével 1918-ben előbb a Szerb-Horvát-Szlovén Királyság, majd 1929-től a Jugoszláv Királyság része. 1921-ben a falunak 63 háza és 353 lakosa volt. Jugoszlávia megszállása után a falu a Független Horvát Állam (NDH) része lett. 1941 augusztusában az usztasa fegyveresek Suhaca, Blagaj és Vidorije falvak 70 szerb lakosát hurcolták ide, ahol kivégezték őket. 1945-től a település a szocialista Jugoszlávia része volt. A Bosznia-Hercegovinában zajló polgárháború idején a település a Boszniai Szerb Köztársaság része volt. A daytoni békeszerződést követő területfelosztásnál a település, Novi Grad község részeként a Szerb Köztársaság területéhez került.

## Nevezetességei
- A Legszentebb Istenanya tiszteletére szentelt ortodox temploma 1888 októberében épült, de a nem megfelelő kivitelezése miatt lebontották. 1902-ben, négy hónap alatt ismét felépítették. Az ikonosztázt Ljubomir Gajić, Banja Luka-i akadémiai festő készítette 2008-ban. Az ikonok a 19. század végi, 20. század eleji orosz ikonok módjára, olaj-vászon technikával készülnek. Az ikonosztáz felépítése egyszerű és fából készült.